# Colin Kâzım-Richards
Colin Kâzım-Richards, w Turcji znany jako Kâzım Kâzım, (ur. 26 sierpnia 1986 w Leytonstone) – turecki piłkarz angielskiego pochodzenia występujący na pozycji napastnika w szkockim klubie Celtic F.C. oraz w reprezentacji Turcji.

## Kariera klubowa
Ojciec Colina pochodzi z Antigui, a matka pochodzi z rodziny tureckich Cypryjczyków. Sam piłkarz urodził się w Wielkiej Brytanii. Karierę piłkarską rozpoczął w wieku 15 lat angielskim zespole Bury. W 2004 roku został włączony do kadry pierwszego zespołu i przez rok występował w jego barwach w rozgrywkach Football League Two. Zaliczył 30 występów, w których zdobył 3 bramki.
Latem 2005 w wieku 19 lat Kâzım-Richards podpisał kontrakt z grającym w Football League Championship Brighton & Hove Albion. Suma transferu wyniosła 250 tysięcy funtów. Przez niemal cały sezon był rezerwowym w Brightonie. Wystąpił w 42 spotkaniach, w których strzelił 6 goli, w tym gola numer 5000 w historii występów ligowych Brightonu. Na koniec sezonu spadł z zespołem do Football League One i w sezonie 2006/2007 wystąpił tylko w meczu z Rotherham United.
31 sierpnia 2006 Colin podpisał trzyletni kontrakt z Sheffield United, do którego przeszedł za 150 tysięcy funtów. W Premier League zadebiutował 9 września w zremisowanym 0:0 domowym meczu z Blackburn Rovers. W listopadowym meczu z Boltonem Wanderers (2:2) zdobył pierwszego gola w lidze, ale do końca sezonu przegrywał grał głównie jako rezerwowy.
15 czerwca 2007 Kâzım-Richards został zawodnikiem mistrza Turcji, Fenerbahçe SK. W stambulskim klubie zaczął grywać regularnie i wystąpił m.in. w rozgrywkach Ligi Mistrzów. Dotarł do ćwierćfinału, a w meczu z Chelsea (2:1) zdobył pierwszego gola w barwach "Fener". Na koniec sezonu 2007/2008 został wicemistrzem Turcji.
W styczniu 2010 roku został wypożyczony do Toulouse FC. W 2011 roku przeszedł do Galatasaray SK. W 2012 roku wypożyczono go najpierw do Olympiakosu, a następnie do Blackburn Rovers.
W 2013 roku został sprzedany do tureckiego Bursasporu za sumę 250 tys. euro. W 2014 roku został wypożyczony do Feyenoordu.

## Kariera reprezentacyjna
Kâzım-Richards miał do wyboru grę w reprezentacji Turcji oraz Anglii. Wybrał pierwszą opcję, a 24 marca 2007 zadebiutował w kadrze U-21 w wygranym spotkaniu ze Szwajcarią. Natomiast 5 czerwca tego samego roku zadebiutował w dorosłej reprezentacji Turcji w zremisowanym 0:0 towarzyskim spotkaniu z Brazylią. Został powołany na Euro 2008.